# Lettonia ai Giochi della VIII Olimpiade
La Lettonia partecipò ai Giochi della VIII Olimpiade, svoltisi a Parigi dal 4 maggio al 27 luglio 1924,  
con una delegazione di 36 atleti impegnati in 6 discipline,
senza aggiudicarsi medaglie.

## Risultati

### Calcio
| Atleta | Classifica |                     |
| --- | --- | ------------------- |
| V · D · M Nazionale lettone · Calcio ai Giochi Olimpici Estivi 1924 P Greble · P Jurgens · D Ašmanis · D K. Plade · D Roga · C Bone · C Kreicbergs · C Osis · C A. Plade · C Sokolovs · C Stančiks · A A. Bārda · A E. Bārda · A R. Bārda · A Pavlovs · A V. Plade · CT : Rēdlihs | 9° |                     |
| Nazionale lettone · Calcio ai Giochi Olimpici Estivi 1924 | |                     |
| P Greble · P Jurgens · D Ašmanis · D K. Plade · D Roga · C Bone · C Kreicbergs · C Osis · C A. Plade · C Sokolovs · C Stančiks · A A. Bārda · A E. Bārda · A R. Bārda · A Pavlovs · A V. Plade · CT: Rēdlihs                                                                      | P Greble · P Jurgens · D Ašmanis · D K. Plade · D Roga · C Bone · C Kreicbergs · C Osis · C A. Plade · C Sokolovs · C Stančiks · A A. Bārda · A E. Bārda · A R. Bārda · A Pavlovs · A V. Plade · CT: Rēdlihs | Lettonia (bandiera) |